# Monowi (Nebraska)
Monowi es una villa ubicada en el condado de Boyd en el estado estadounidense de Nebraska. En el censo de 2020 tenía una población de dos habitantes y una densidad poblacional de 9,43 personas por km². La única residente de la aldea es Elsie Eiler, de 90 años, quien se resiste a abandonar la villa por considerarlo su hogar.

## Historia

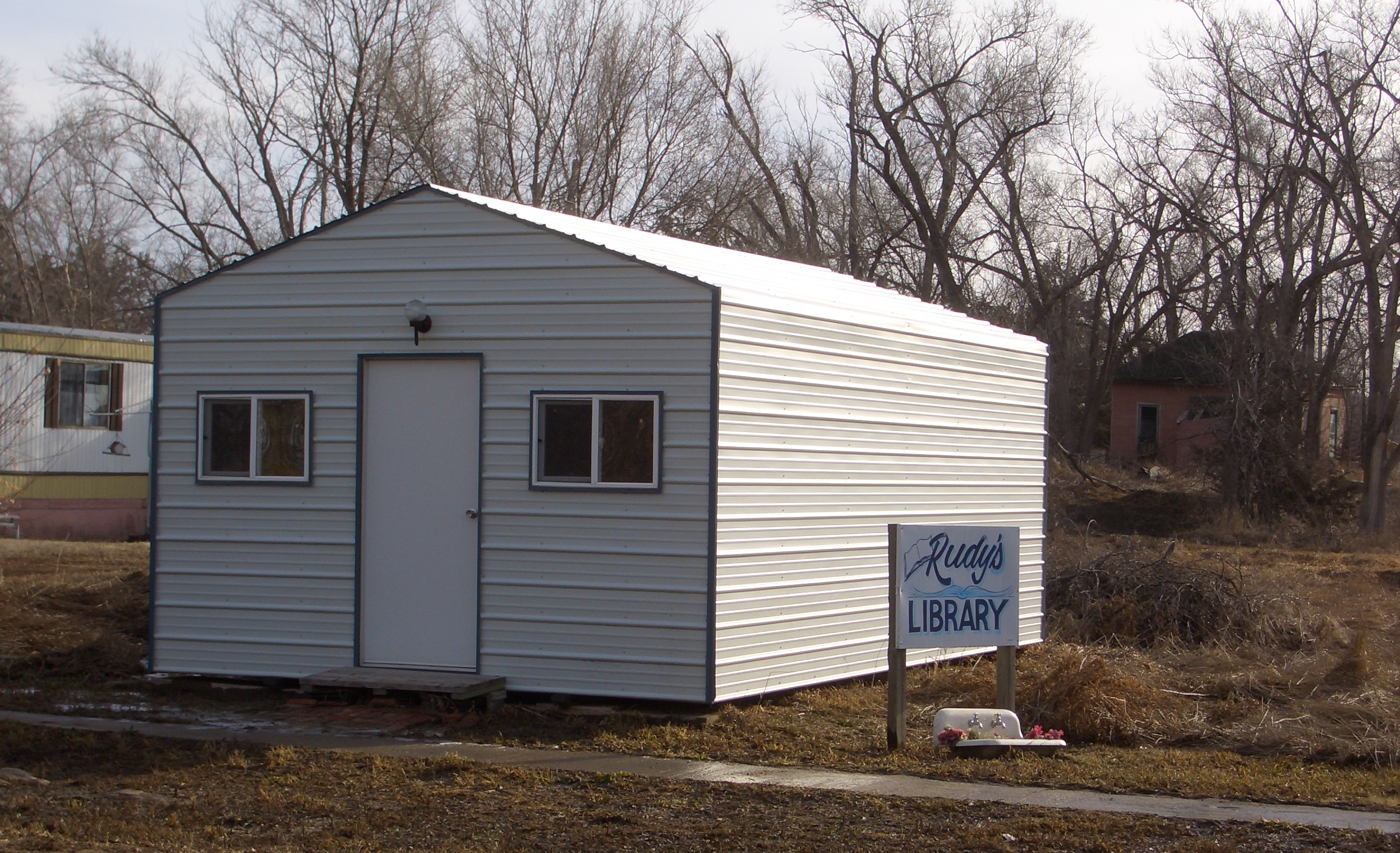
Imagen frontal de la "Biblioteca de Rudy".

Monowi estuvo más poblado en la década de 1930, cuando tenía una población de 150 habitantes. Al igual que muchas otras comunidades pequeñas en las Grandes Llanuras, perdió a sus residentes más jóvenes, ya que las ciudades que estaban experimentando un gran crecimiento ofrecían mejores puestos de trabajo. En el censo de 2000, la aldea tenía una población total de 2, y solo una pareja casada, Rudy y Elsie Eiler, vivía allí. El Sr. Eiler murió en 2004, dejando a su esposa como la única residente.
Aunque el pueblo está casi abandonado, aún ostenta el honor de conservar los 5000 volúmenes de la colección de Rudy, fundada en memoria del Sr. Eiler y mantenida por la señora Eiler. Además, la señora Eiler también trabaja en una taberna en Monowi y atrae clientes regulares de hasta 80 kilómetros a la redonda. Elsie y la "Biblioteca de Rudy" salieron en el programa Today el 31 de mayo de 2005.
Elsie y la "Taberna Monowi" fueron presentados por la cadena CBS en el programa Sunday Morning el 29 de octubre de 2006, y nuevamente el 12 de agosto de 2007. 
Elsie, la ciudad, la taberna y la biblioteca fueron presentados en un episodio de Only in America with Larry the Cable Guy, donde Larry anunció en un programa de radio que estaba organizando una comida de perritos calientes ese mismo día para ayudar a recaudar dinero para la ciudad de Elsie. En una hora la gente comenzó a llegar, y aunque solo hay 500 residentes 30 millas más allá de las fronteras de la ciudad, más de mil personas se presentaron para la comida para ayudar a Elsie. El programa se emitió el 12 de abril y el 7 de mayo de 2011, en The History Channel.

## Geografía
Monowi se encuentra ubicada en las coordenadas 42°49′51″N 98°19′46″O / 42.83083, -98.32944. Según la Oficina del Censo de los Estados Unidos, Monowi tiene una superficie total de 0,55 km², de la cual 0,55 km² corresponden a tierra firme y (0%) 0 km² es agua.

## Demografía
Tal y como se menciona en el censo del 2000, solo había una pareja casada que vivía en el pueblo. Ambos eran de piel blanca y por encima de 65 años, y su edad promedio era de 67 años.